# Nelly Rapp – Dödens spegel
Nelly Rapp – Dödens spegel är en svensk familjefilm från 2023 i regi av Johan Rosell efter ett manus av Sofie Forsman och Tove Forsman. Filmen är en uppföljare till Nelly Rapp – Monsteragent från 2020.
Filmen hade biopremiär i Sverige den 20 oktober 2023, utgiven av SF Studios.

## Handling
Nelly Rapp ger sig ut i Svartskogen, platsen där hennes mamma en gång försvann, för att leta efter dödens spegel.

## Rollista
- Matilda Gross – Nelly Rapp
- Johan Rheborg – Hannibal
- Marianne Mörck – Lena-Sleva
- Melvin Agnarson – Valle
- Jens Ohlin – Lennart Rapp
- Maria Grudemo El Hajek – Leila
- Mattias Silvell – Näcken

## Produktion
Filmen är producerad av SF Studios med stöd från Svenska Filminstitutet under arbetstitlarna Nelly Rapp – Svartskogens väktare och Nelly Rapp – Svartskogens hemlighet.
Inspelningarna inleddes i Göteborg den 21 september 2021 och spelades även in på Fjällbacka.